# Эскитес
Эскитес (исп. Esquites или ezquites, troles или trolelotes на северо-востоке Мексики, chasca в Агуаскальентесе, vasolote в Мичоакане), также известный как elote en vaso («кукуруза в чашке»)— мексиканская уличная закуска, или антохито, из кукурузы. Напоминает салат. Её можно найти на местных рынках и у уличных торговцев кукурузой. Слово эскитес происходит от слова  на науатль ízquitl, что означает «поджаренная кукуруза»

## История
Согласно преданиям ацтеков, эскитес было создано женским божеством Тласосиуапилли.
Испанский монах и миссионер Бернардино де Саагун писал, что мешики ели поджаренную кукурузу, которую они называли izquitlj, и это было связано с праздником Сиуапипильтин. В религии народа вишаррикас есть праздник Ксарикиша, или Фестиваль Эскита. 

## Ингредиенты
Эскитес обычно делают из свежих кукурузных зерен, которые варят и размягчают в воде с солью и травами. Иногда кукурузу также обжаривают в масле с луком после варки. Белые кукурузные зерна сначала варят до мягкости и нежности в больших кастрюлях и подают в пластиковых или пенопластовых чашках, отсюда и название на английском языке «кукуруза в чашке». Также иногда подают в кукурузной шелухе. Ингредиенты могут различаться; топпинги для эскитес включают (но не ограничиваются) комбинации сока лайма, порошка чили или острого соуса, соли, сыра котиха и майонеза. В таких местах, как Мехико, их также посыпают мексиканскими чапулинес или сверчками.
Популярный современный вариант — добавлять к кукурузе смесь чипсов или снэков.
Похожее центральноамериканское блюдо – элоте, однако для него обжариваются целые початки кукурузы и потом приправляются. 

## Галерея
- Белая кукуруза варится для эскитос
- Эскитес в кукурузной шелухе в Оахаке
- Эскитес в районе Койоакан в Мехико
- Эскитес в пакетике с чипсами
- Элоте